# Премія Батті Вебера
Премія Батті Вебера (люксемб. Batty-Weber-Präis) — національна літературна премія Люксембургу. Вручається кожних три роки з 1987 року люксембурзькому письменнику за всю його літературну роботу. Названий на честь письменника Батті Вебера (1860—1940), який значно вплинув на культурне життя Люксембургу.

## Лауреати
| Рік  | Фотографії лауреатів | Лауреати         | Примітки |
| 1987 |                      | Едмонд Дун       |          |
| 1990 |                      | Рожер Мандершайд |          |
| 1993 |                      | Леопольд Гофман  |          |
| 1996 |                      | Аніза Кольц      |          |
| 1999 |                      | Нік Вебер        |          |
| 2002 |                      | Пол Грайш        |          |
| 2005 |                      | Гай Ревеніґ      |          |
| 2008 |                      | Ніко Гельмінгер  |          |
| 2011 |                      | Жан Портанте     | [ 2 ]    |
| 2014 |                      | Ламберт Шлєхтер  | [ 3 ]    |
| 2017 |                      | Георгс Гоземер   | [ 4 ]    |